# Dolichurus pempuchiensis
Dolichurus pempuchiensis là một loài côn trùng cánh màng trong họ Ampulicidae, thuộc chi Dolichurus. Loài này được Tsuneki miêu tả khoa học đầu tiên năm 1972.